# Внутрішньоконтинентальний туризм
Вну́трішньоконтинента́льний тури́зм (туризм всередині континенту проживання) — відвідування туристами (резидентами конкретного континенту) однієї чи декількох країн під час подорожі в межах свого континенту. Зокрема, треба відзначити, що жителі таких країн як США, Китай, Росія є абсолютними чемпіонами з внутрішньоконтинентального туризму, оскільки проживають у країнах зі значною кількістю географічних, кліматичних поясів, а також мають змогу в межах свого регіону ознайомитися з етнонаціональною та гастрономічною культурою різних народів.